# Verordnung gegen Volksschädlinge
Die Verordnung gegen Volksschädlinge, gemeinhin als Volksschädlingsverordnung (VVO) bezeichnet, wurde vier Tage nach Beginn des Zweiten Weltkriegs am 5. September 1939 erlassen und sollte der NS-Justiz ein wirksames Instrument zum Schutz der „inneren Front“ zur Verfügung stellen. Die einzelnen Tatbestände und Strafrahmen waren hierbei bewusst äußerst weit gefasst, so dass auch für sehr geringfügige Taten die Todesstrafe verhängt werden konnte.
Neben der VVO wurden eine Reihe weiterer Kriegsverordnungen erlassen, zum Beispiel
- die „Verordnung über außerordentliche Rundfunkmaßnahmen“ (1. September 1939 (RGBl. I. S. 1683))
- die „Kriegswirtschaftsverordnung“ (4. September 1939 (RGBl. I. S. 1609ff))
- die „Verordnung zur Ergänzung der Strafvorschriften zum Schutz der Wehrkraft des Deutschen Volkes“ (25. November 1939 (RGBl. I. S. 2319)) und
- die „Verordnung gegen Gewaltverbrecher“ (5. Dezember 1939 (RGBl. I. S. 2378)).

Die „Kriegssonderstrafrechtsverordnung“ war schon im August 1938 ausgefertigt worden und mit Verkündung im Reichsgesetzblatt am 26. August 1939 in Kraft getreten.
Die einzelnen Straftatbestände der Volksschädlingsverordnung umfassten „Plünderung im frei gemachten Gebiet“ (§ 1 VVO), „Verbrechen bei Fliegergefahr“ (§ 2 VVO) und „Gemeingefährliche Verbrechen“ (§ 3 VVO) und konnten alle mit dem Tod bestraft werden.
Besondere Bedeutung kam § 4 VVO „Ausnutzung des Kriegszustandes als Strafschärfung“ zu: Hierdurch konnte jede beliebige Straftat mit dem Tod bestraft werden, wenn diese unter Ausnutzung der besonderen Verhältnisse des Krieges begangen wurde. Diese Konstruktion gab der Justizwillkür freie Hand. In der Gerichtspraxis bestimmte sich die Strafe nur noch begrenzt anhand der jeweiligen Tat. Mindestens genauso relevant für die Strafzumessung waren die abschreckende Wirkung des Urteils und die Beurteilung der Täterpersönlichkeit. Die juristische Begründung hierfür war die Tätertypenlehre, deren Hauptanwendungsfeld in der Rechtspraxis die Volksschädlingsverordnung war. Maßgeblich für eine Verurteilung aufgrund der Volksschädlingsverordnung war hiernach die richterliche Entscheidung darüber, ob eine Person dem Typus des „Volksschädlings“ entspricht.

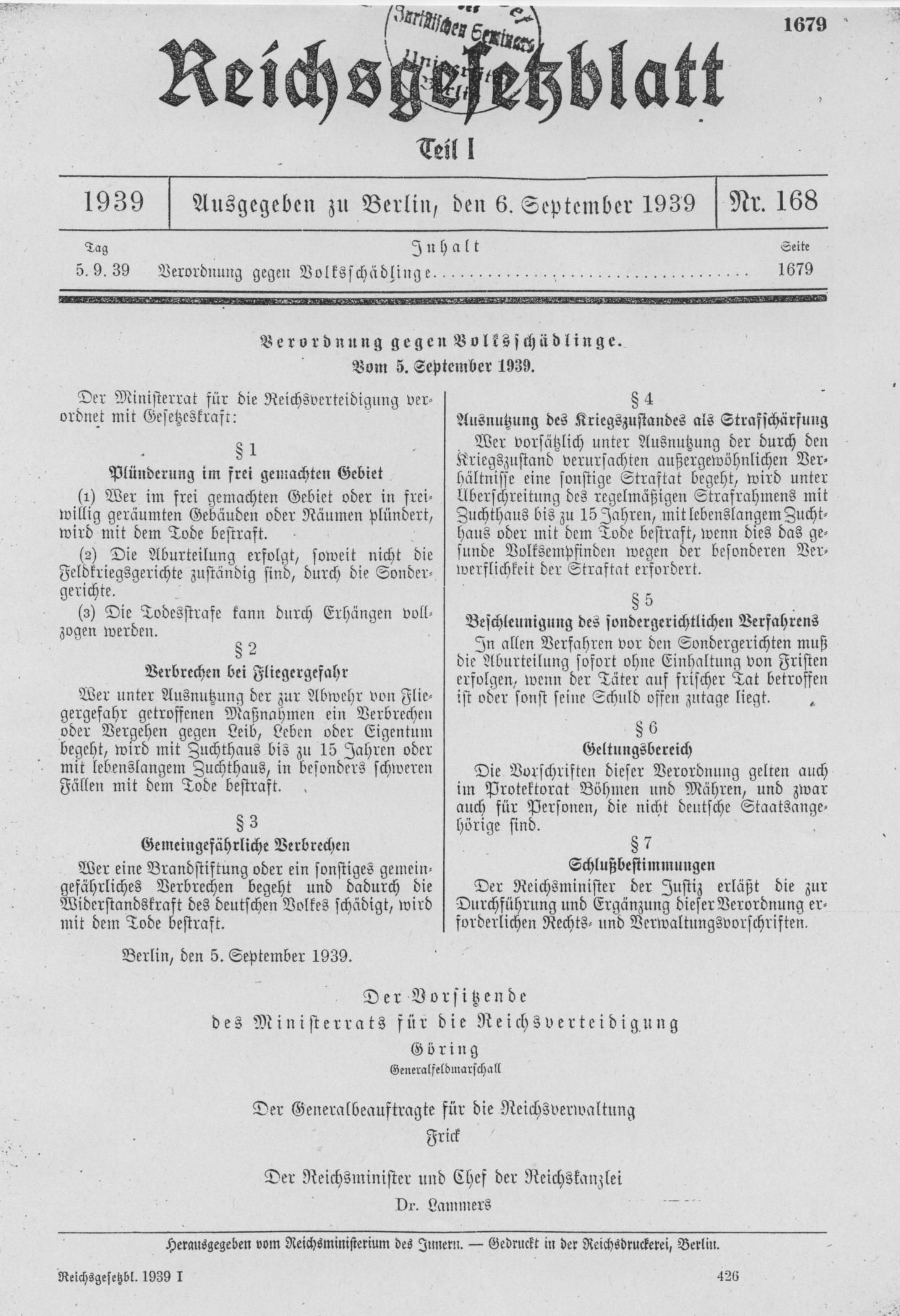
Reichsgesetzblatt: „Verordnung gegen Volksschädlinge. Vom 5. September 1939.“

## Anwendung in der Rechtsprechung
Helge Grabitz urteilt, die VVO sei ein „Gesetz zur Aushebelung des Reichsstrafgesetzbuches“, und genauso sei es auch vom Gesetzgeber gemeint gewesen.
Die sehr weiten Ermessensspielräume der Volksschädlingsverordnung setzten voraus, dass diese von der Rechtsprechung im Sinne der nationalsozialistischen Führung ausgelegt wurden. Zwar wurde eine amtliche Begründung zur VVO nicht veröffentlicht, jedoch hatten die Erläuterungen des Staatssekretärs im Reichsjustizministerium Roland Freisler für die Gerichte quasi-offizielle Bedeutung. Unumstrittener Zweck der VVO war die „Sicherung des nationalen Abwehrkampfes“. Dieser Zweck war maßgeblich für die Auslegung der VVO. Aus der Überschrift der Verordnung leitete das Reichsgericht ab, dass zur Verwirklichung eines Tatbestandes der VVO der jeweilige Täter dem Tätertyp des Volksschädlings entsprechen müsse. Dessen „Volksschädlings-Eigenschaft“ könne sich aus „der Art der Straftat oder aus einer Würdigung der Persönlichkeit des Täters ergeben, besonders aus seinem Vorleben, seinen Vorstrafen, seiner verbrecherischen gemeinschaftsfeindlichen Gesinnung oder auch aus der Art und Weise, wie er die Tat begangen, oder aus den Umständen, unter denen er gehandelt hat“.

## Die einzelnen Tatbestände

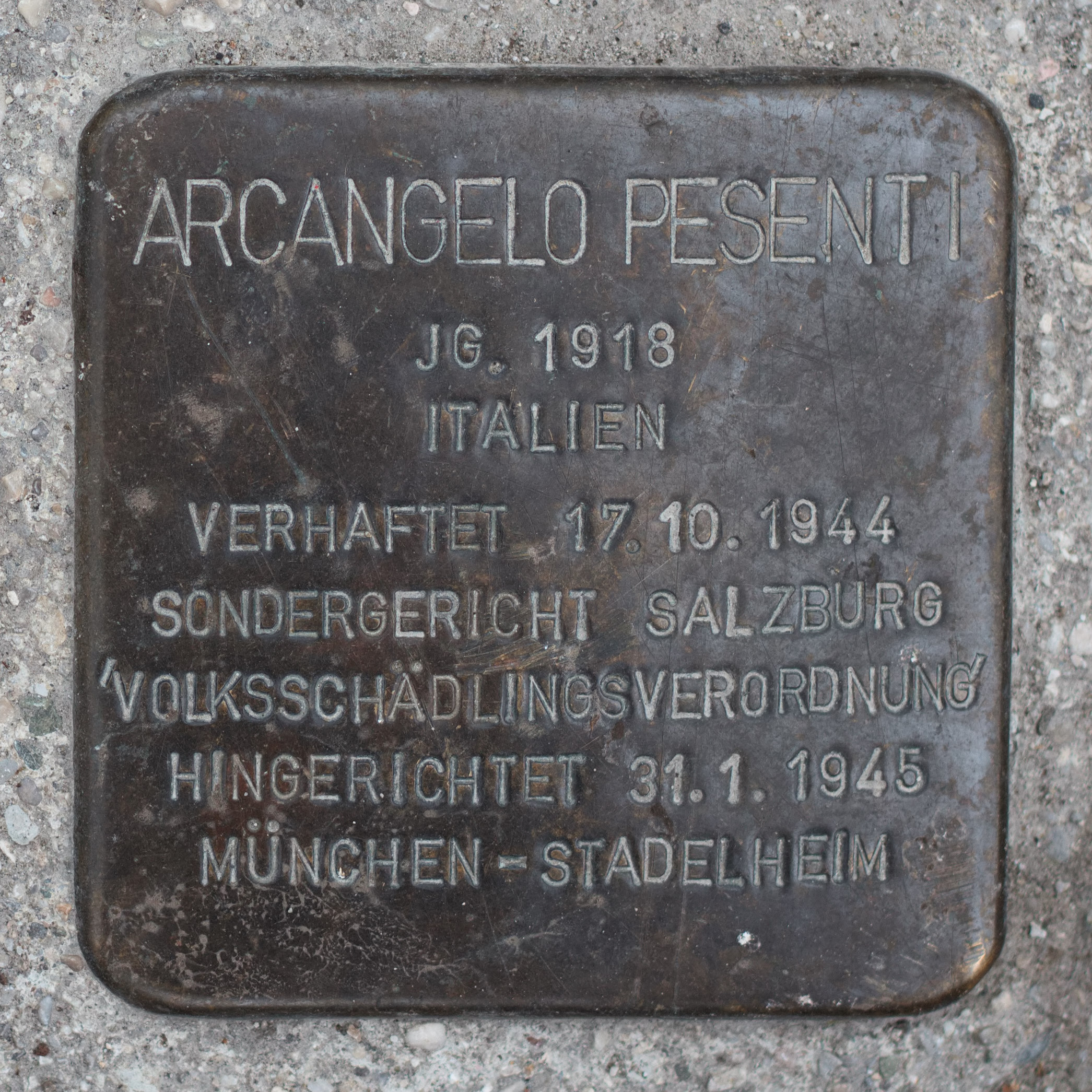
Stolperstein auf dem Salzburger Südtiroler Platz für Arcangelo Pesenti, einen von den Nationalsozialisten zu Tode gebrachten Zwangsarbeiter.

Der im § 1 erfasste Tatbestand der Plünderung war vergleichsweise präzise gefasst. 1939 war „freigemachtes Gebiet“ lediglich ein schmaler Streifen an der Westgrenze. Als die Luftangriffe sich häuften, wurde die Definition des Begriffs „freiwillig geräumt“ ausgeweitet. Wer aus zerstörten oder beschädigten Gebäuden oder Räumen einen Gegenstand wegnahm, hatte sich ungeachtet des Wertes der Plünderung schuldig gemacht. Der Unterschied zwischen Diebstahl und Plünderung wurde verwischt, der Täter aber zum „gewissenlosen Schädling“ gestempelt und „rücksichtslos aus dem Gemeinschaftsleben ausgerottet.“
Die meisten Verurteilungen aufgrund der Volksschädlingsverordnung beruhten auf § 2 („Verbrechen bei Fliegergefahr“) und § 4 („Ausnutzung des Kriegszustandes als Strafschärfung“).
Waren Verurteilungen nach § 2 wegen „Verbrechen bei Fliegergefahr“ zunächst noch selten, so nahmen diese im Laufe der Kriegsentwicklung und der verstärkten alliierten Luftangriffe immer weiter zu. Obwohl § 2 nach dem Wortlaut nur Verbrechen gegen „Leib, Leben oder Eigentum“ erfasste, wendete die Rechtsprechung ihn sehr viel weiter an, etwa auch bei Nötigungen oder Sittlichkeitsdelikten. Wenn dem Täter ein Eigentumsdelikt durch Verdunklung und unverschlossene Wohnungen leichter gelang und ihm dieses „bewusst war“, dann hatte er „unter Ausnutzung der zur Abwehr von Fliegergefahr getroffenen Maßnahmen“ gehandelt und das Strafmerkmal erfüllt.
In § 3 wurde die Brandstiftung „oder ein sonstiges gemeingefährliches Verbrechen“ mit der Todesstrafe bedroht, sofern dadurch die Widerstandskraft des deutschen Volkes geschädigt würde. Es wurden damit weder konkrete Tatbestände aufgezählt, noch definiert, was unter Schädigung der Widerstandskraft zu verstehen sei. Wieder war den Richtern weiter Ermessenspielraum gegeben, um Missliebige zu kriminalisieren.
Der § 4 („Ausnutzung des Kriegszustandes als Strafschärfung“) schließlich war der allgemeine Auffangtatbestand des gesamten nationalsozialistischen Kriegsstrafrechts. Jede beliebige Straftat konnte mit Zuchthaus oder Tod bestraft werden, wenn diese „unter Ausnutzung der durch den Kriegszustand verursachten außergewöhnlichen Verhältnisse“ begangen wurde und wenn „dies das gesunde Volksempfinden wegen der besonderen Verwerflichkeit der Straftat“ erfordere.
Da nach zeitgenössischer Auffassung beinahe sämtliche Lebensbereiche durch den „Totalen Krieg“ beeinflusst waren, konnte beispielsweise die Beleidigung einer aufgrund des Kriegsdienstes ihres Ehemanns schutzlosen Frau eine Ausnutzung der Kriegsverhältnisse darstellen. Unbegrenzt auslegungsfähig waren Begrifflichkeiten wie „gesundes Volksempfinden“ und „besondere Verwerflichkeit“.
§ 5 enthielt eine prozessuale Vorschrift zur „Beschleunigung des sondergerichtlichen Verfahrens“. Sofern „der Täter auf frischer Tat betroffen ist oder sonst seine Schuld offen zutage liegt“ musste in einem Verfahren vor den Sondergerichten die Aburteilung „sofort ohne Einhaltung von Fristen erfolgen“. Maßgeblicher Zweck dieser Regelung war der Abschreckungsgedanke.

## Unterzeichner
Unterzeichnet wurde die Verordnung vom Vorsitzenden des Ministerrates für die Reichsverteidigung Hermann Göring, vom Generalbevollmächtigten für die Reichsverwaltung Innenminister Wilhelm Frick und dem Reichsminister und Chef der Reichskanzlei Hans Heinrich Lammers. Veröffentlicht wurde die Verordnung im Reichsgesetzblatt Teil I, 1939 vom 6. September 1939 Nr. 168, Seite 1679.

## Aufhebung der Verordnung
Die Verordnung wurde durch Kontrollratsgesetz Nr. 11 betreffs „Aufhebung einzelner Bestimmungen des deutschen Strafrechts“ vom 30. Januar 1946 mit Wirkung vom 4. Februar 1946 förmlich aufgehoben.
Sämtliche Verurteilungen, welche auf der Volksschädlingsverordnung beruhten, sind 1998 durch das Gesetz zur Aufhebung nationalsozialistischer Unrechtsurteile in der Strafrechtspflege (NS-AufhG, Anlage - Nr. 32) wegen Verstoßes gegen elementare Gedanken der Gerechtigkeit aufgehoben worden.